# TT396
TT396 (Theban Tomb 396) è la sigla che identifica una delle Tombe dei Nobili ubicate nell'area della cosiddetta Necropoli Tebana, sulla sponda occidentale del Nilo dinanzi alla città di Luxor, in Egitto. Destinata a sepolture di nobili e funzionari connessi alle case regnanti, specie del Nuovo Regno, l'area venne sfruttata, come necropoli, fin dall'Antico Regno e, successivamente, sino al periodo Saitico (con la XXVI dinastia) e Tolemaico.

## Titolare
TT396 era la tomba di:
| Titolare     | Titolo   | Necropoli       | Dinastia/Periodo | Note |
| ------------ | -------- | --------------- | ---------------- | ---- |
| nome perduto | non noto | Dra Abu el-Naga | XVIII dinastia   |      |

## Biografia
Nessuna notizia biografica ricavabile

## La tomba
Planimetricamente TT396 si sviluppa con forma a "T" rovesciata tipica della sepolture del periodo. Un breve corridoio immette nella sala trasversale, da cui si accede a una sala perpendicolare alla precedente della stessa larghezza; sulle pareti: (1 in planimetria) due leopardi accucciati; sul lato corto (2) rappresentazione di suppellettili funerarie e di offerte. Poco oltre (3) una figura seduta (non identificabile); su altra parete (4) una coppia assisa con offerte e portatori di offerte in due registri sovrapposti, più in basso scena di banchetto con tre servitori dinanzi a sei ospiti, tra cui un uomo soggetto a emesi. Sul lato corto (5), due coppie, offerte e un arpista; sulla volta di accesso alla sala longitudinale (6) testi e (7-8) resti di personaggi graficamente non leggibili.

### Annotazioni
1. ↑  La numerazione dei locali e delle pareti segue quella di Porter e Moss 1927, p. 438.
2. ↑  La prima numerazione delle tombe, dalla numero 1 alla 252, risale al 1913 con l'edizione del "Topographical Catalogue of the Private Tombs of Thebes" di Alan Gardiner e Arthur Weigall. Le tombe erano numerate in ordine di scoperta e non geografico; ugualmente in ordine cronologico di scoperta sono le tombe dalla 253 in poi.
3. ↑  I campi della Duat, ovvero l'aldilà egizio, si trovavano, secondo le credenze, proprio sulla riva occidentale del grande fiume.
4. ↑  Nella sua epoca di utilizzo, l'area era nota come "Quella di fronte al suo Signore" (con riferimento alla riva orientale, dove si trovavano le strutture dei Palazzi di residenza dei re e i templi dei principali dei) o, più semplicemente, "Occidente di Tebe".
5. ↑  le Tombe dei Nobili, benché raggruppate in un'unica area, sono di fatto distribuite su più necropoli distinte.
6. ↑  Le note, sovente di inquadramento topografico della tomba, sono tratte, fino alla TT252, dal "Topographical Catalogue" di Gardiner e Weigall, ed. 1913 e fanno perciò riferimento alla situazione dell'epoca.

### Fonti
1. ↑  Gardiner e Weigall 1913.
2. ↑  Donadoni 1999,  p. 115.
3. ↑  Porter e Moss 1927, p. 442.
4. 1 2  Porter e Moss 1927,  p. 442.